# Pipipan
Pipipan (Pipipã, Pipipão).- Pleme američkih Indijanaca s rijeke río Moxotó u brazilskoj državi Pernambuco. Jezično ovi Indijanci su srodni susjednim plemenima Atikum ili Huamói, Uruma i Vouve s kojima su, po klasifikaciji Loukotke (1968), svrstani u porodicu Huamoi. Indijanci Pipipan danas broje 1.312 na Terra Indígena Pipipã (općina Floresta) i Serra Negra (Petrolândia), u istoj državi. 

## Vanjske poveznice
- indios_exigem  Arhivirana inačica izvorne stranice od 13. siječnja 2005. (Wayback Machine)
- Atikum
- Índios protestam em Brasília/DF e pedem demarcação de terra  Arhivirana inačica izvorne stranice od 27. rujna 2007. (Wayback Machine)